# Marignac-en-Diois
Marignac-en-Diois település Franciaországban, Drôme megyében. Lakosainak száma 226 fő (2022. január 1.). Marignac-en-Diois Chamaloc, Die, Ponet-et-Saint-Auban, Saint-Andéol, Saint-Julien-en-Quint és Vassieux-en-Vercors községekkel határos.

## Népesség
A település népességének változása:
| Lakosok száma | 74   | 78   | 95   | 159  | 195  | 204  | 214  | 224  | 225  | 226  |
|               | 1968 | 1982 | 1990 | 2006 | 2013 | 2015 | 2017 | 2019 | 2020 | 2022 |